# Mummucina puna
Espèce
Mummucina puna est une espèce de solifuges de la famille des Mummuciidae.

## Distribution
Cette espèce est endémique de la province de Salta en Argentine.

## Étymologie
Son nom d'espèce lui a été donné en référence au lieu de sa découverte, la puna.

## Publication originale
- Reyes & Corronca, 2013 : A new solifugae species of Mummucina Roewer, 1934 (Solifugae, Mummuciidae) from the Northwest of Argentina. Zootaxa, no 3737(5), p. 538-544.